# Strandvejen (Aarhus)
 Ikke at forveksle med Skovvejen (Aarhus).
 For alternative betydninger, se Strandvejen. (Se også artikler, som begynder med Strandvejen)
Strandvejen er en kystvej i Aarhus der strækker sig fra Oddervej i syd til centralgaden Spanien i Midtbyen. Vejen er præget af høje boligkarréer på vestsiden, mens Sydhavnens industri ligger på østsiden. Længere mod syd bliver karréerne erstattet af herskabsvillaer og mod øst bliver havnen til kyst og strand med udsyn over Aarhus Bugten, Mols og Samsø.

## Historie
I mange århundrede har der langs kysten syd for byen gået en lille primitiv vej. Vejen, som gik i gennem private herregårdsjorde, blev i starten af 1800-tallet omtalt som Norsminde Landevej. I 1845 blev vejen udvidet og omdøbt til Hads Herreds Vej.
Igen i år 1900 gennemgik vejen en fornyelse og udvidelse hen til Carl Nielsens Vej, så vejen nu bestod ad spadser-, cykel- og ridesti samt en kørebane. Ved samme lejlighed blev vejen omdøbt til Strandvejen.
I 1896 købte Aarhus Kommune, Marselisborg Gods og i 1899 blev godsets tilhørende jord og skov indlemmet under kommunen. Det indbefattede blandt andet Marselisborgskovene. Indlemmelsen åbnede op for jordudstykning langs kysten til private og store villaer begyndte at skyde op. Strandvejens nye beboer talte blandt andre prominente aarhuspersonligheder som Frederik Lausen, Hack Kampmann og Christian Gøtzsche Filtenborg.
I 1915 blev Strandvejen forlænget, så den nu gik hen til Oddervej og igen i 1940 blev vejen forlænget ud til Varna. Ved samme lejlighed blev ridestien droppet til fordel for en udvidelse af cykelstien, der blev anlagt fortov og kørebanen blev udvidet.
Transport til Marselisborgskovene foregik indtil 1938 dog ofte over vandet med skovbådene Turisten og Marselisborg. 

## Kendte personer fra Strandvejen
- Ferdinand Salling boede fra 1946 til 1953 på Strandvejen 36.
- Thomas Helmig - dansk popmusiker, boede en overgang med sin hustru Renée på Strandvejen 36.[2][3]
- Renée Toft Simonsen - dansk forfatter, psykolog og fotomodel, boede med sin mand Thomas på ovennævnte adresse.[4]